# Phuphena trilinea
Phuphena trilinea là một loài bướm đêm trong họ Noctuidae.